# Bruno Ahrends

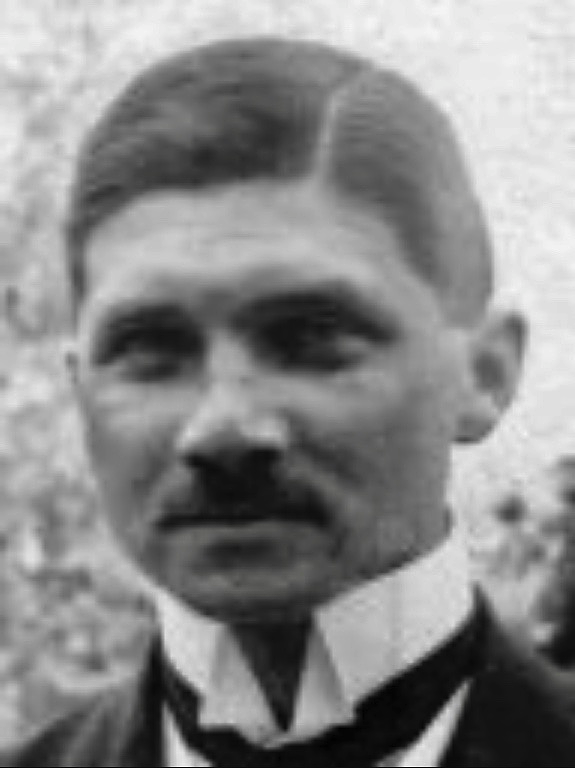
Bruno Ahrends, 1910er Jahre

Bruno Ahrends (* 9. April 1878 in Berlin; † 24. Juli 1948 in Kapstadt, Südafrika), geboren als Bruno Arons, war ein international bekannter deutscher Architekt, ein Vertreter des Neuen Bauens bzw. der Berliner Moderne vor dem Ersten Weltkrieg und in der Weimarer Republik (1910er bis 1930er Jahre). Viele seiner Bauten stehen heute unter Denkmalschutz, eine Reihe sind Teil des UNESCO-Welterbes.

## Leben

### Familie

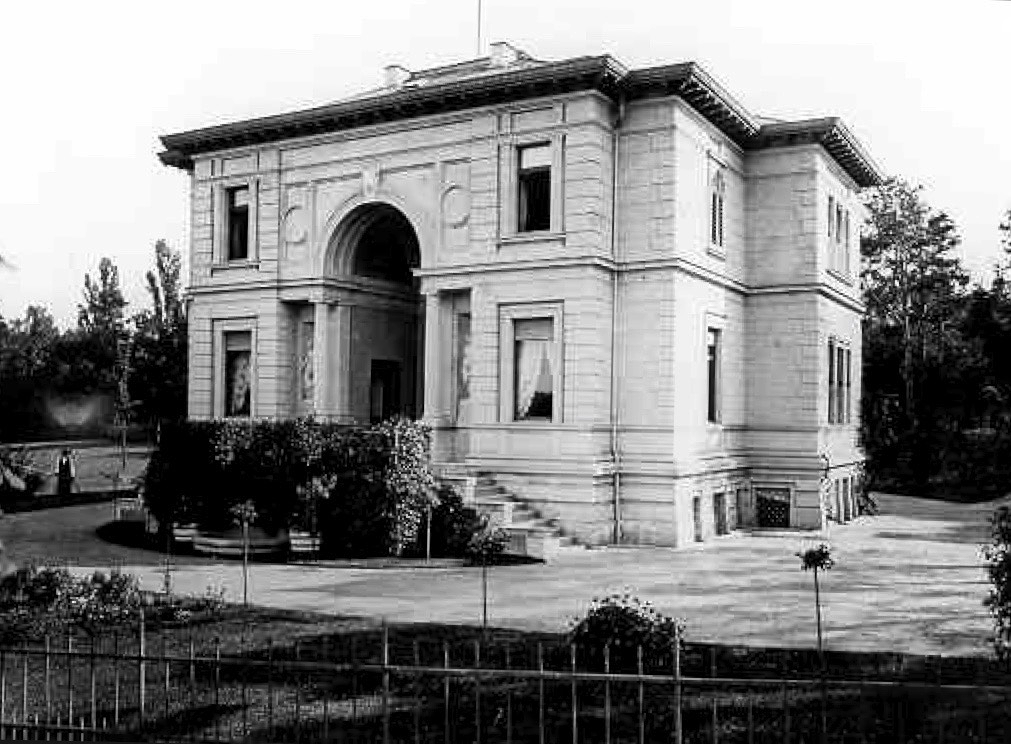
Villa Arons in Wannsee, Bruno Ahrends’ Elternhaus

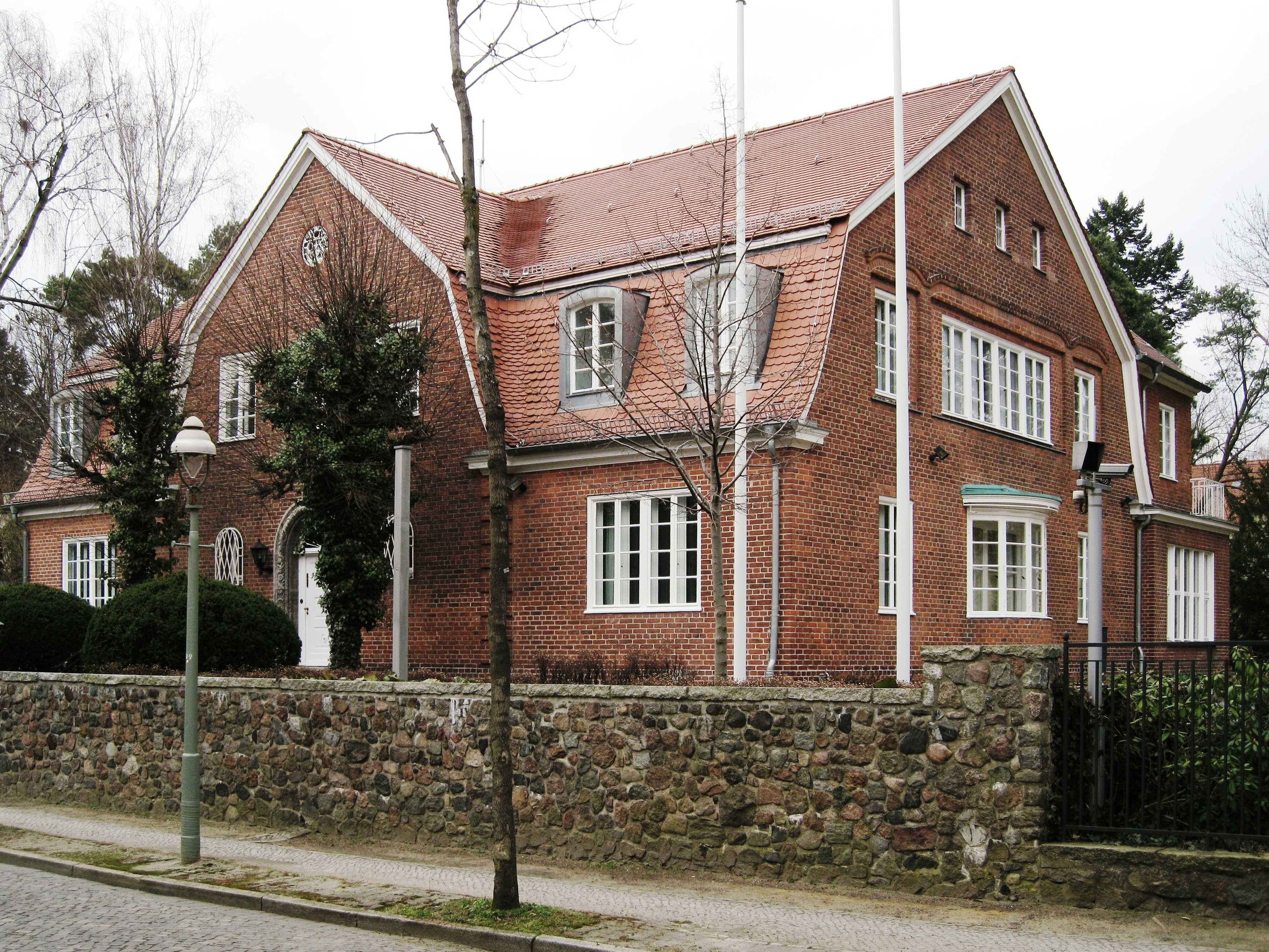
Landhaus Ahrends in Berlin-Dahlem (1911–1912), sein erstes eigenständiges Bauprojekt

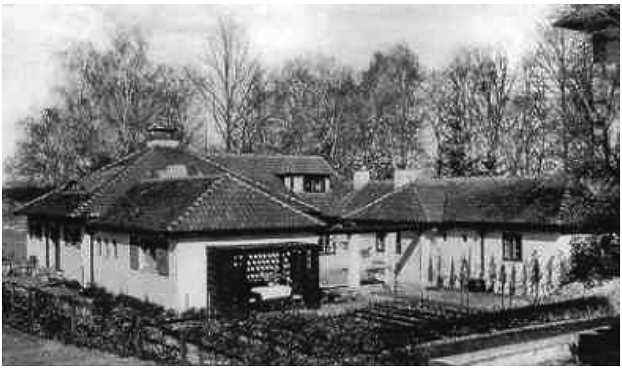
Landhaus Ahrends in Berlin-Zehlendorf (1921–1925)

Als ältester Sohn des Berliner Bankiers Barthold Arons (* 12. Februar 1850; † 3. Oktober 1933) und seiner Frau Bertha (gen. Betty), geb. Simon (* 1855; † 1932) wuchs er in wohlhabenden Verhältnissen in der elterlichen Villa Arons in der Colonie Alsen am Wannsee auf. Seine jüngeren Geschwister waren Katharine (gen. Käthe) (* 1879) und Edmund (1883–1965), sein Onkel war der Kunstmäzen James Simon. 1904 änderte er seinen biblischen Familiennamen vor dem Hintergrund der Assimilation in Ahrends, möglicherweise zeitgleich zur Konversion vom Judentum zum Christentum, die er und seine Geschwister vornahmen. Im selben Jahr heiratete er Johanna Springer (1882–1970), die Enkelin des Verlegers Julius Springer. Mit ihr bekam er eine Tochter und drei Söhne: Hans Peter Bruno Ahrends (1905–2001), Steffen Ahrends (1907–1992), der ebenfalls Architekt wurde, Marianne Ahrends (1910–1994) und Gottfried Bruno Ahrends (* 1917).

### Ausbildung
Sein Wunsch war ursprünglich, Schiffbau zu studieren und an der Kaiserlichen Werft in Kiel zu arbeiten. Aufgrund seiner jüdischen Herkunft blieb ihm eine Tätigkeit für die Kaiserliche Marine jedoch verwehrt. Während eines Aufenthalts in Straßburg begeisterte er sich für das Straßburger Münster, das sein Interesse an der Architektur weckte. Ahrends studierte daher Architektur an der Technischen Hochschule München und an der Technischen Hochschule Charlottenburg bei Berlin. Nach Abschluss des Studiums im Jahr 1903 arbeitete er als Regierungsbauführer (Referendar in der öffentlichen Bauverwaltung) in Magdeburg und Hannover. Während dieser Zeit absolvierte er das 2. Staatsexamen zum Regierungsbaumeister (Assessor in der öffentlichen Bauverwaltung).

### Arbeit
Anschließend verließ er den öffentlichen Dienst und ließ sich in Berlin als selbständiger Architekt nieder. Erstes eigenständiges Projekt wurde dort das 1911/12 errichtete Wohnhaus seiner eigenen Familie, ein Landhaus auf dem Grundstück Miquelstraße 66–68 in Berlin-Dahlem, das heute als Dienstvilla des Bundestagspräsidenten dient. Auch den großzügigen Garten des Anwesens plante Ahrends selbst. Er verkaufte es 1917 und baute sich 1921 ein schlichtes Landhaus in Hanglage direkt am Großen Wannsee. In seinem Architekturbüro lernte 1922 u. a. Erich Boltenstern. Später projektierte und baute Ahrends zahlreiche Wohn- und Siedlungsbauten in Berlin-Lichtenberg, Berlin-Reinickendorf, Berlin-Wilmersdorf und Berlin-Zehlendorf. Seine architektonischer Stil umfasste dabei sowohl eine traditionelle (bei Landhäusern) als auch eine für die damalige Zeit sehr moderne Formensprache. Ahrends konnte seine selbständige Arbeit als Architekt bis 1937 fortsetzen; dann erteilte das NS-Regime auf Grundlage der Nürnberger Gesetze jüdischen Architekten Berufsverbot. Im Jahr 1938 floh er nach Italien. Von Rom aus gelangte er 1939 nach Großbritannien, wo sich seine Tochter Marianne (1910–1994) aufhielt. Er lebte dort beschäftigungslos in ärmlichen Verhältnissen. Er wurde nach Kriegsausbruch von den Briten über ein Jahr als enemy alien im Hutchinson Internment Camp auf der Isle of Man interniert. Nach dem Zweiten Weltkrieg emigrierte er 1948 nach Kapstadt zu seinen beiden Söhnen. Dort starb er bald nach seiner Ankunft.

## Bauten
Neben Landhäusern und Villen entwarf er auch eine Reihe von Wohnblöcken und Siedlungen in kommunaler Trägerschaft. Anfang der 1920er Jahre entstanden beispielsweise die Kleinhaussiedlung in Johannisthal und die Reihenhäuser Falkenried 12/14 und Hohe Ähren 1/3. Die als Weiße Stadt bekannte Großsiedlung Schillerpromenade in Berlin-Reinickendorf, an deren städtebaulicher Planung er neben anderen Architekten beteiligt war, ist heute Teil des Weltkulturerbes. Prominent sind auch die beiden Landhäuser, die Ahrends für sich und seine Familie in Berlin errichtete (Am Großen Wannsee 6 und Miquelstraße 66).
Seine Entwürfe orientierten sich stets an den Bedürfnissen der Bauherrn bzw. späteren Bewohner, wobei man eine Entwicklung seiner Formensprache zwischen 1911 und den 1930er Jahren erkennen kann: Anfangs noch expressionistisch geprägt, reduzierte er seine Baukörper immer weiter, unter Verzicht auf jegliche Ornamentik. Er entschied sich schließlich zum Flachdach und zum Kubus, reihte mehrere Kuben aneinander oder staffelte sie hintereinander. Die Flachdächer („Zigarrenkistenmode“) waren jedoch als Kontrast zu den Landhäusern Anfang der 1920er Jahre Ursache für Empörung von Anwohnern und Gegenstand von Besprechungen des Stadtrats Hoge vom Bezirksamt, das von Ahrends als Mitglied einer Gutachterkommission mit seinen Kollegen Fritz Crzellitzer und Paul Mebes beraten wurde. Ahrends verteidigte diese Architekturästhetik offensiv und sollte deshalb als Sachverständiger zum Rücktritt gedrängt werden. Er bekam aber Unterstützung vom  Berliner Oberbürgermeister Gustav Böß und dem Zentralen Sachverständigenbeirat.

„Auch ich empfinde die vielfachen Verunstaltungen unserer Städte durch schlechte Bauten aufs schmerzlichste, aber ich mache für ein schlechtes Haus nicht die Dachform, sondern den Planverfasser verantwortlich und trete dafür ein, dass man nicht von guten und schlechten Dachformen, sondern nur von guten und schlechten Architekten sprechen kann.“

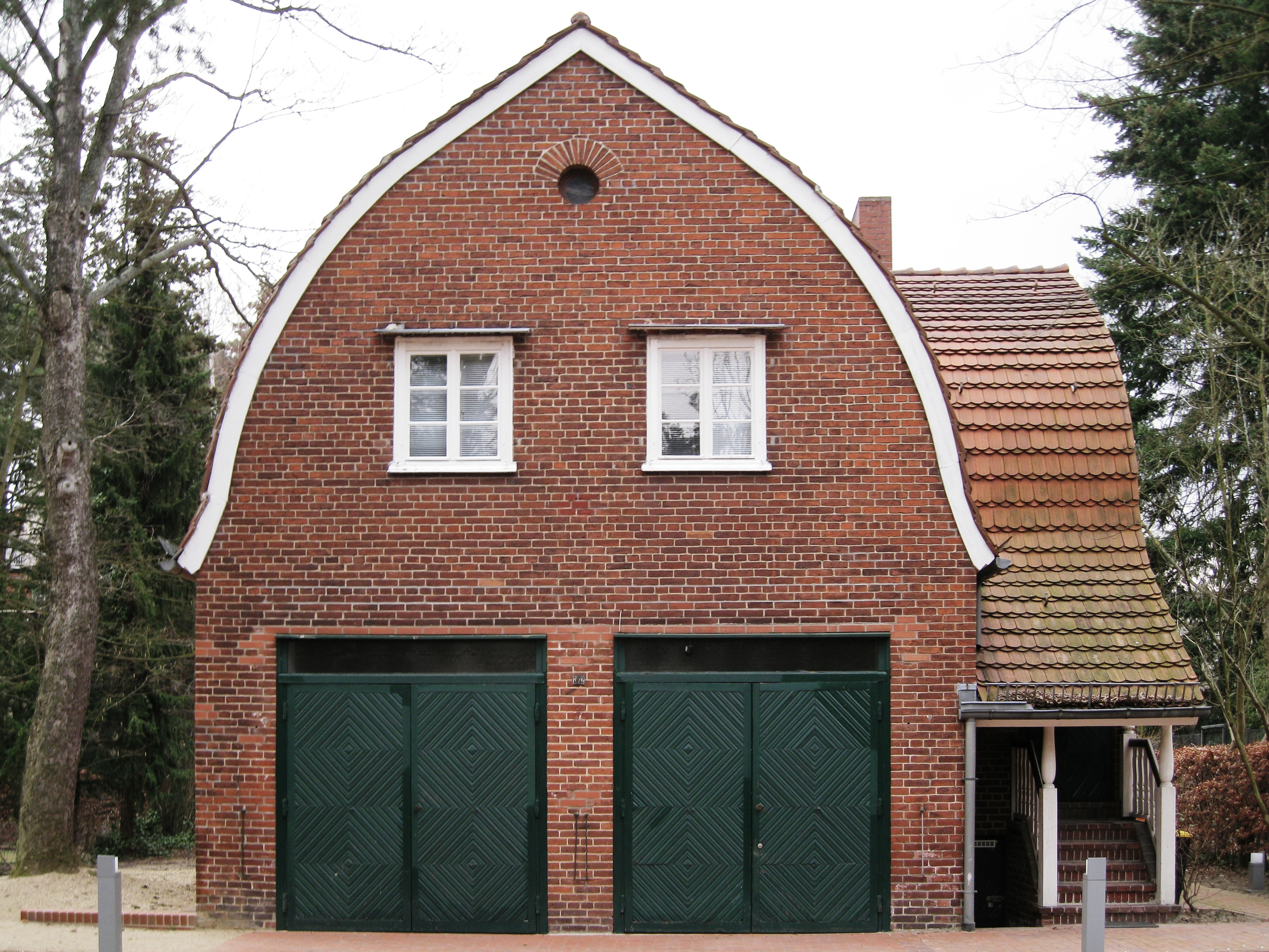
1921/22 errichtetes Chauffeurhaus mit Doppelgarage Miquelstraße 72 in Berlin-Dahlem, als Ergänzungsbau zum Landhaus Miquelstraße 66/68 für den Bankier Gustaf Ratjen

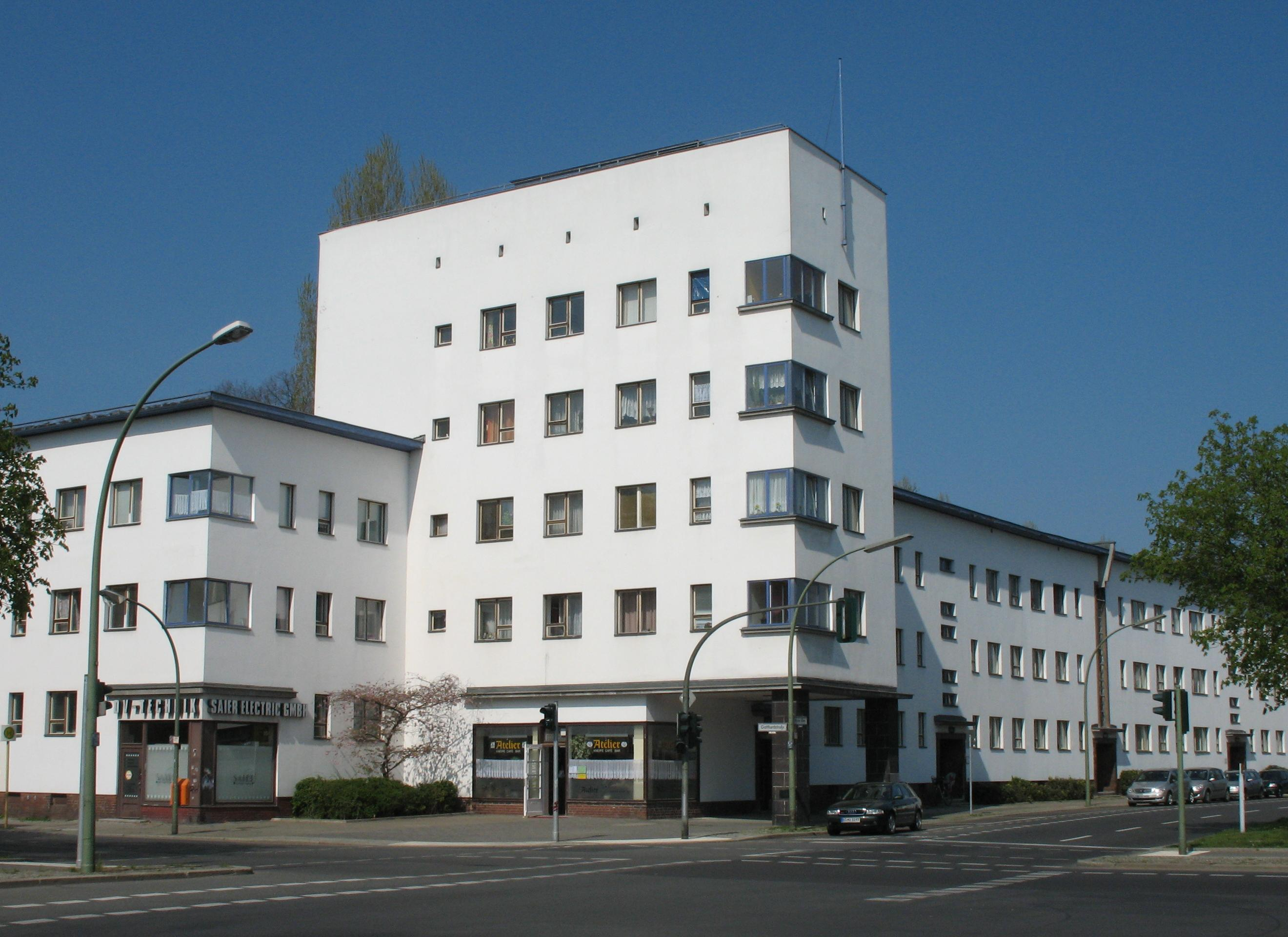
Gotthardstraße / Aroser Allee in der Weißen Stadt in Berlin-Reinickendorf

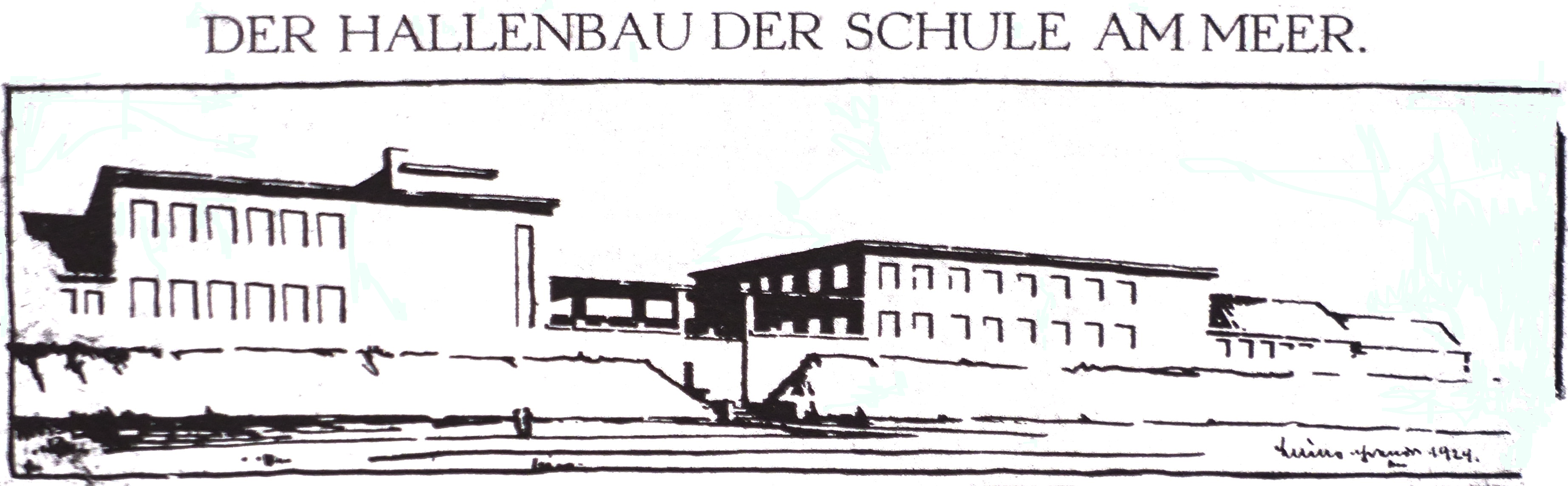
Entwurf für die Theaterhalle der Schule am Meer auf Juist, signiert 1929

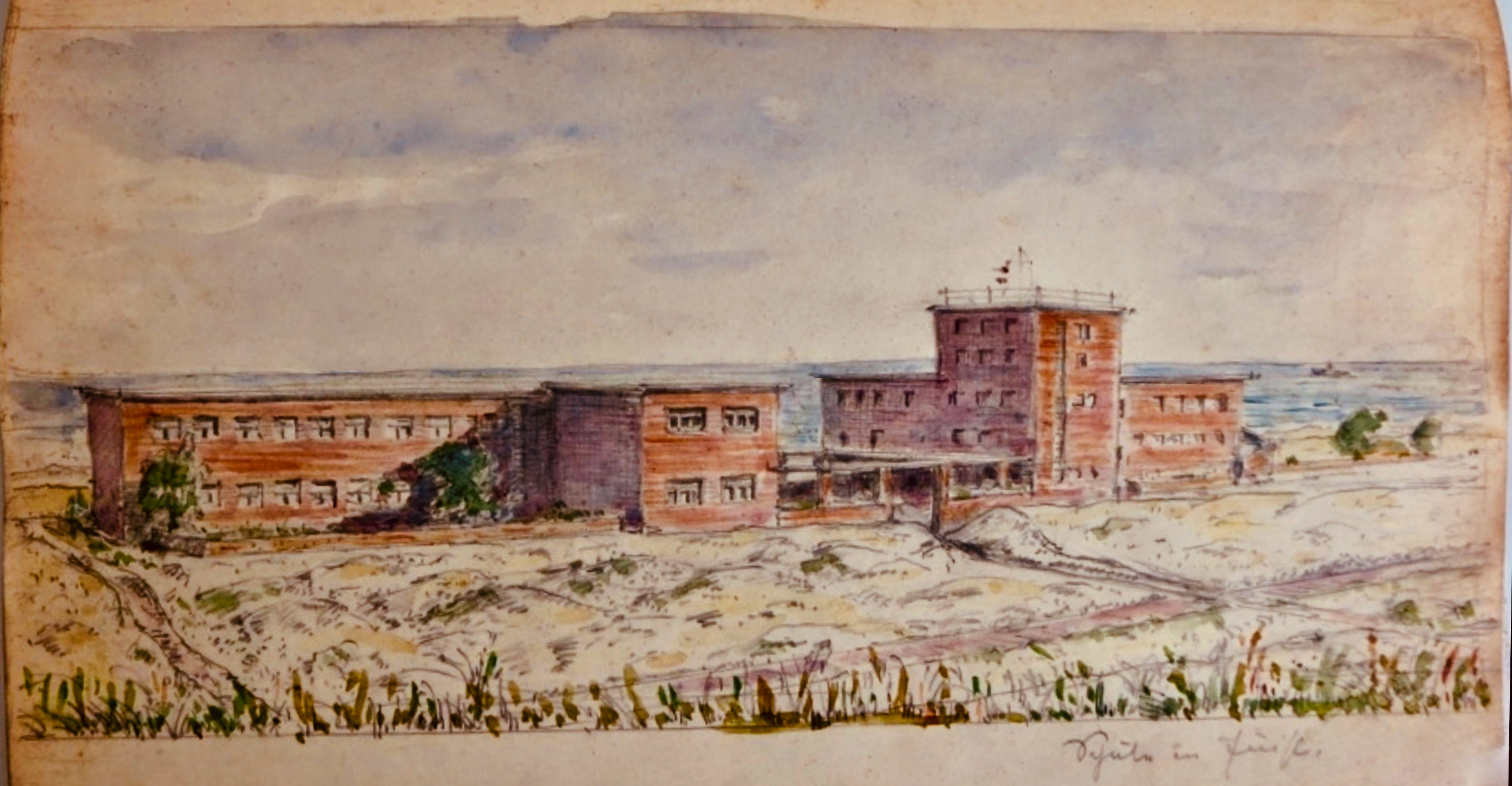
Kolorierte Skizze Schule in Juist, 1929

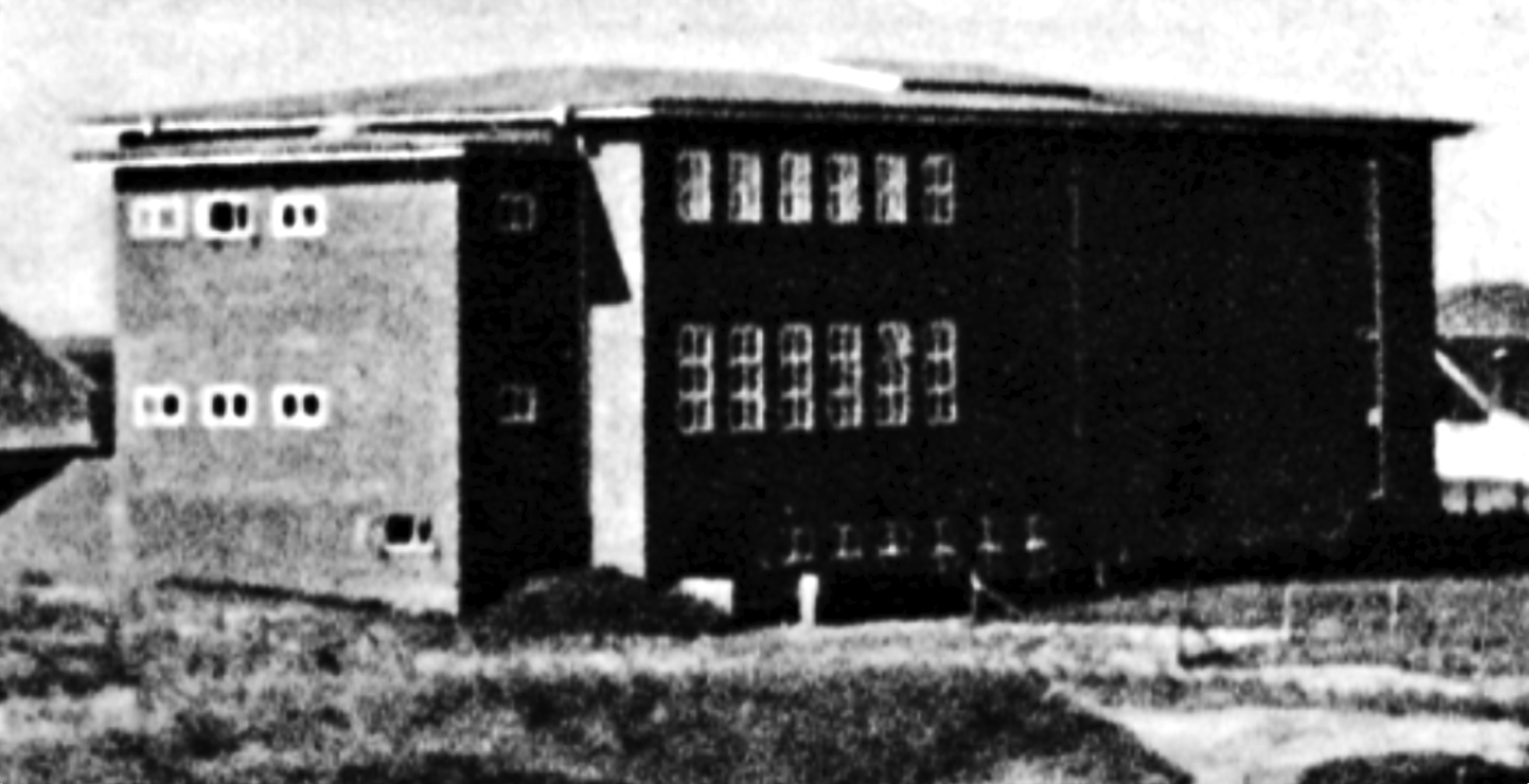
Theaterhalle der Schule am Meer auf Juist

- 1911–1912: Ahrends’ eigenes Wohnhaus Miquelstraße 66–68 in Berlin-Dahlem; ab Mitte der 1990er Jahre Dienstvilla des Bundestagspräsidenten; Johannes Rau wohnte dort während seiner Amtszeit als Bundespräsident von 1999 bis 2004 mit seiner Familie, nachdem der eigentliche Hausherr, der von 1998 bis 2005 amtierende Bundestagspräsident Wolfgang Thierse, die Villa nicht nutzte.[15][16][17][18]
- 1912–1933 (mit Heinrich Schweitzer): Wohnhausgruppe und Siedlung Im Gehege 2–5 (komplett), Am Hirschsprung 3–25 (ungerade Hausnummern), Falkenried 2–20 (gerade Hausnummern), Hohe Ähren 1–9 (ungerade Hausnummern) in Berlin-Dahlem
- 1914: Garten des Landhauses Ahrends, Miquelstraße 66/68 in Berlin-Dahlem
- 1919–1927: Kleinhaussiedlung Breiter Weg am Breiten Fenn in Berlin-Johannisthal
- 1920: Wohnhaus Adelheidallee 13 in Berlin-Tegel
- 1920: Doppelhaus-Siedlung für Staats- und Kommunalbeamte gegenüber der Trabrennbahn in Berlin-Mariendorf[19]
- 1920–1922: Kriegerheimstättensiedlung in Berlin-Lübars
- 1921–1925: Ahrends’ eigenes Landhaus auf dem die heutigen Adressen Am Großen Wannsee 5, 6 und 6A umfassenden Grundstück der Villa Arons in Berlin-Wannsee[1][20]
- 1924–1925: Wohnhaus Forststraße 41 in Berlin-Zehlendorf
- 1924–1928: Wohnanlage Forststraße 18–23 (komplett), 32–34 (komplett), Björnsonstraße 22, 25–29 (komplett), Brentanostraße 23, Buggestraße 14–21 (komplett), Opitzstraße 1–5 (komplett) in Berlin-Steglitz
- 1925: Frieda-Köpcke-Haus, Stiftswohnhaus der Sidonie-Scharfe-Stiftung, in Berlin-Zehlendorf
- 1925–1930: Rupprechtblöcke, Wohnanlage Archibaldweg 28–40 (gerade Hausnummern), Giselastraße 27–31 (komplett), Münsterlandstraße 2–12 (gerade Hausnummern), Rupprechtstraße 12–19 (komplett) in Berlin-Rummelsburg
- 1926–1927: Pfarr- und Gemeindehaus Schuchardtweg 5 in Berlin-Wannsee
- 1926–1927: Mehrfamilienwohnhaus-Gruppe Scharfestraße 12–18 (gerade), Pasewaldtstraße 10 in Berlin-Zehlendorf
- 1927–1928: Wohnhaus Wachtelstraße 4 in Berlin-Wannsee, erbaut als Dienstgebäude für die Kommission zur Aufteilung der Domäne Dahlem, ab 1928 bewohnt von Ahrends’ Freund Hans Krüger, Staatspräsident im Preußischen Ministerium für Landwirtschaft, Domänen und Forsten, zwischen 1959 und 1969 von Bundespräsident Heinrich Lübke[21]
- 1927–1928: Wohnhaus Kyllmannstraße 4 in Berlin-Wannsee
- 1927–1929: Wohnblock Cunostraße 69–70, Landecker Straße 4, Kranzer Straße 5 in Berlin-Schmargendorf
- 1928: Haus der Geschäftsstelle der Domäne Dahlem in Berlin
- 1929: Wohnhausbauten für die Heimstättengesellschaft Primus an der damaligen Christianiastraße (heute Osloer Straße 21 bis 22), außerdem das angrenzende Gebäude der Deutschen Reichspost in Berlin-Wedding
- 1929–1931: Weiße Stadt, Aroser Allee 121–140, Emmentaler Straße 3–37, 41–49 (ungerade Hausnummern), Gotthardstraße 4–8 (gerade Hausnummern), Romanshorner Weg 54–58, 82 (gerade Hausnummern), 60–80 (komplett), Schillerring 1–11 (komplett), 13–23, 29 (ungerade Hausnummern) in Berlin-Reinickendorf (Teil der Gesamtanlage, andere Bauteile von Otto Rudolf Salvisberg und Wilhelm Büning, Gartenarchitekt: Ludwig Lesser); seit Juli 2008 als eine der sechs Siedlungen der Berliner Moderne in der Liste des UNESCO-Welterbes
- 1930: Landhaus Wolf in Schlüchtern (unter Denkmalschutz, bis 2009 restauriert)[22]
- 1930: Garage und Werkstatt, Wiener Straße 13 in Berlin-Kreuzberg
- 1930–1931: Bühnenhalle/Hallenbau für die reformpädagogische Schule am Meer auf der Nordseeinsel Juist, reichsweit die einzige freistehende Theaterhalle einer Schule; in ihr sollten zentral Deutschlands Laienspiel-Pädagogen ausgebildet werden
- 1934: Wohnhaus Edelhofdamm 45 in Berlin-Lübars[23]

## Schriften
- Die Küche der Klein- und Mittelwohnung. Beuth-Verlag / Triasdruck, Berlin 1928.

## Ehrung
- An der Straßenecke Aroser Allee / Emmentaler Straße in Berlin-Reinickendorf erinnerte 2013 eine nur temporär angebrachte Gedenktafel an Bruno Ahrends.[24]